# André Chavanne

André Chavanne (1971)

André Chavanne (* 2. Juli 1916 in Paris; † 25. September 1990 in Genf; heimatberechtigt in Bardonnex) war ein Schweizer Schriftsteller und Politiker der Sozialdemokratischen Partei der Schweiz (SP) aus dem Kanton Genf.

## Leben
André Chavanne wurde als Sohn des Kleinwinzers John Chavanne, der nach Frankreich ausgewandert war und dort als Privatchauffeur arbeitete, und des Dienstmädchens Louise Hennequin geboren. Er war verheiratet mit der Mathematiklehrerin Renée Schidlof. Chavanne erwarb sein Baccalauréat in Frankreich und erlangte 1936 das Lizentiat der Mathematik an der Universität Genf. Anschließend wurde er Assistent an dieser Universität.
Von 1941 bis 1961 unterrichtete Chavanne Physik an der École supérieure technique von Genf und an deren Abendkursen, mit einer Unterbrechung in den Jahren 1952 und 1953, als er an einer UNESCO-Mission nach Ecuador teilnahm. Ab 1955 war er Mitglied im Redaktionskomitee der Enzyklopädie L’Ere atomique und brachte ab 1956 die Zeitschrift Industries atomiques heraus, deren Chefredaktor er bis 1964 war. Ab 1956 engagierte sich er in Lehrerberufsverbänden, später in Lehrergewerkschaften.
Chavanne trat in die sozialdemokratische Partei Genfs ein, der er von 1957 bis 1961 vorstand. Gleichzeitig war er Gemeinderat (Legislative) von Genf. Als Staatsrat und Vorsteher des Bildungswesens von 1961 bis 1985 initiierte und bewerkstelligte er mehrere Reformen (Orientierungsstufe, Abendschule, Allgemeinbildende Schule, Altersuniversität) und unterstützte die Demokratisierung der Hochschulbildung mit finanziellen Massnahmen. Zudem setzte er sich für Einwanderer und Flüchtlinge ein.
Von 1967 bis 1977 gehörte Chavanne dem Nationalrat an, wobei seine Tätigkeit dort begrenzt war. Er hatte Einsitz in vielen Organisationen, darunter in der Schweizerischen UNESCO-Kommission, im CERN-Rat und im Stiftungsrat des Genfer Institut universitaire d’études européennes. 1987 wurde er zum Ritter der Ehrenlegion ernannt.

## Werke
- Au fil des sciences, 1991.